# زبان‌های کنعانی
زبان‌های کنعانی یا گویش‌های کنعانی یکی از سه زیرگروه زبان‌های سامی شمال‌غربی هستند. آن‌ها در کتیبه‌های کنعانی در سراسر منطقه مدیترانه مستند شده‌اند. گویش‌های آن در درجه اول با اشاره به جغرافیای کتاب مقدس نام‌گذاری شده‌اند: عبری، فنیقی/کارتاژی، عموری، عمونی، اکرونی، موابی و ادومی؛ این گویش‌ها برای یکدیگر قابل درک بودند و تفاوت‌های میان آن‌ها از تفاوت‌های گویش‌های انگلیسی نوین بیشتر نبود. این خانواده از زبان‌ها اولین گروه از زبان‌های تاریخی هستند که از الفبای برگرفته از الفبای نیاکنعانی برای نوشتن استفاده کردند.
آن‌ها توسط مردم سامی باستان در مناطق کنعان و شام تکلم می‌شدند، که امروزه شامل اسرائیل، اردن، سینا، لبنان، سوریه، فلسطین و همچنین برخی مناطق حاشیه‌ای جنوب غربی ترکیه، جنوب غربی عراق و شمال شبه‌جزیره عربستان می‌شود. کنعانیان شامل عبرانیان، عمالیق، عمونیان، عموری‌ها، ادومیان، اکرونی‌ها، بنی‌اسرائیل (از جمله یهودی‌ها و سامریان)، فنیقی‌ها (از جمله پونی‌ها)، موآبی‌ها و سوتی‌ها می‌شوند. اگرچه عموریان در میان قوم کنعانیان گنجانده می‌شوند، اما زبان آن‌ها گاهی جزو خانواده کنعانی محسوب نمی‌شود.
زبان‌های کنعانی حداقل تا قرن چهارم میلادی به صورت گفتاری ادامه داشتند. امروزه عبری تنها زبان زنده کنعانی است. این به دلیل استفاده مداوم از آن در قرون وسطی توسط بسیاری از یهودیان به عنوان یک زبان مقدس و زبان ادبی و همچنین در تجارت بود. این زبان همچنین در میان سامری‌ها به عنوان یک زبان مذهبی باقی مانده‌است. عبری توسط فعالان سیاسی و فرهنگی یهودی، به ویژه صهیونیست‌ها، در سراسر اروپا و فلسطین، به عنوان یک روزمره زبان در اواخر قرن ۱۹ و اوایل قرن ۲۰ احیا شد. در اواسط قرن ۲۰، عبری نوین به عنوان زبان اصلی یهودیان فلسطین تبدیل شده بود و بعداً به عنوان زبان رسمی دولت اسرائیل شناخته شد.

## دسته‌بندی
زبان‌ها یا گویش‌های کنعانی را می‌توان به موارد زیر تقسیم کرد: 

### کنعان شمالی
- فنیقی و سپس پونی

### کنعان جنوبی
- عمونی
- ادومی
- عبری
- موابی

### سایر
سایر زبان‌های احتمالی کنعانی:
- اکرونی یا سامی فلسطینی
- اوگاریتی
- زبان کتیبه دیر علا